# Rudolf Fila
Pour les articles homonymes, voir Fila (homonymie).
Rudolf Fila, né le 19 juillet 1932 à Příbram na Moravě en Moravie, Tchécoslovaquie, et mort le 11 février 2015 à Bratislava en Slovaquie, est un artiste peintre tchécoslovaque et slovaque.

## Biographie
Rudolf Fila est né le 19 juillet 1932 à Příbram na Moravě en Moravie.
Il a étudié à Brno en 1951 et 1952, puis aux beaux-arts à Bratislava de 1952 à 1958.

## Expositions
- 1962, Bratislava[2].
- 1990, Musée du Luxembourg, Paris[2]